# Acanthodelta alkilimba
Acanthodelta alkilimba là một loài bướm đêm trong họ Noctuidae.